# BMW M70
BMW M70 — V-образный 12-цилиндровый бензиновый двигатель с углом развала цилиндров 60 градусов, производства компании BMW. Выпускался объёмом 5.0 литра. Особенности 3 блока управления двигателем :
Первый  был для первой пары 6 цилиндров 
Второй был для второй пары 6 цилиндров 
Третий для их синхронизация 
Средний Расход топлива : по трассе 8,5 . По городу 25 
Слабые места: электроника .

## M70B50
Двигатель M70B50 представляет собой 5,0-литровый (4988 см³) 24-клапанный V12, блок цилиндров выполнен из материала alusil, головки блока алюминиевые. Мощность составляет 300 лошадиных сил при 5200 оборотов в минуту. Максимальный крутящий момент — 450 Нм при 4100 об/мин. Ограничитель — 6000 об/мин. Обороты холостого хода — 700 об/мин. Диаметр цилиндров 84 мм. Ход поршней — 75 мм. Степень сжатия — 8,8:1. Диаметр клапана — 42/36 мм (впускного/выпускного). Ход клапанов — 10,6 мм.
Головки блока конструктивно представляют собой шестицилиндровую версию головки 4-цилиндрового двигателя m40b18 и имеют одинаковые клапаны, рокеры, пружины, сальники клапанов и гидрокомпенсаторы. Формы камеры сгорания и внутреннее литьё также схожи.
Блок цилиндров имеет также огромное сходство с тем же двигателем M40B18. Фактически он представляет два блока m40 удлинённые на два цилиндра и соединённые под углом 90 градусов на одном коленвале отлитые из другого материала (диаметр цилиндров и расстояние между ними сохранено, также идентично моторам M20 и M50).
Система питания представляет собой две независимые системы впрыска (Motronic 1.7) от мотора m20b25 на каждый блок цилиндров. На каждый из шести цилиндров установлена отдельная электронная дроссельная заслонка.
Устанавливался на:
- BMW E31 850i (1989—1992)
- BMW E31 850Ci (1993—1994)
- BMW E32 750i (1987—1994)

## D1/1
Форсированный двигатель M70B50 до 350 лошадиных сил при 5300 об/мин и максимальным крутящим моментом — 470 Нм при 4000 об/мин.
Устанавливался на:
- BMW E31 Alpina B12 Coupé 5.0 (1990—1994)
- BMW E32 Alpina B12 5.0 (1990—1994)